# Tomasz Konior
Tomasz Mikołaj Konior (ur. 1968 w Żywcu) – polski architekt i urbanista.

## Życiorys
Tomasz Konior ukończył studia na Wydziale Architektury Politechniki Krakowskiej. W 2019 roku uzyskał stopień doktora na podstawie pracy pt. „Ewolucja przestrzeni publicznej w budynkach dla muzyki”. Od 1995 roku jest właścicielem biura architektonicznego Konior Studio. Jest współautorem projektu Centrum Nauki i Edukacji Muzycznej „Symfonia” w Katowicach, który został laureatem Nagrody Roku SARP 2008 oraz otrzymał nagrodę International Union of Architects (UIA) – Award For The Most Friendly And Accessible For All Public Project. W 2007 roku otrzymał nagrodę Leonardo Award – International Biennale of Young Architects w Mińsku, stając się pierwszym polskim laureatem tego wyróżnienia.
W 2008 roku wraz z zespołem Konior Studio wygrał międzynarodowy konkurs architektoniczny na nową siedzibę Narodowej Orkiestry Symfonicznej Polskiego Radia w Katowicach, której realizację ukończono 1 października 2014 roku. Członek Stowarzyszenia Architektów Polskich, gdzie w kadencji 2012–2015 pełnił funkcję Przewodniczącego Zespołu Koordynacyjnego Sędziów Konkursowych przy Zarządzie Głównym SARP. Członek i współzałożyciel Instytutu Współczesnego Miasta oraz Członek Rady Powierniczej Muzeum Narodowego w Warszawie.

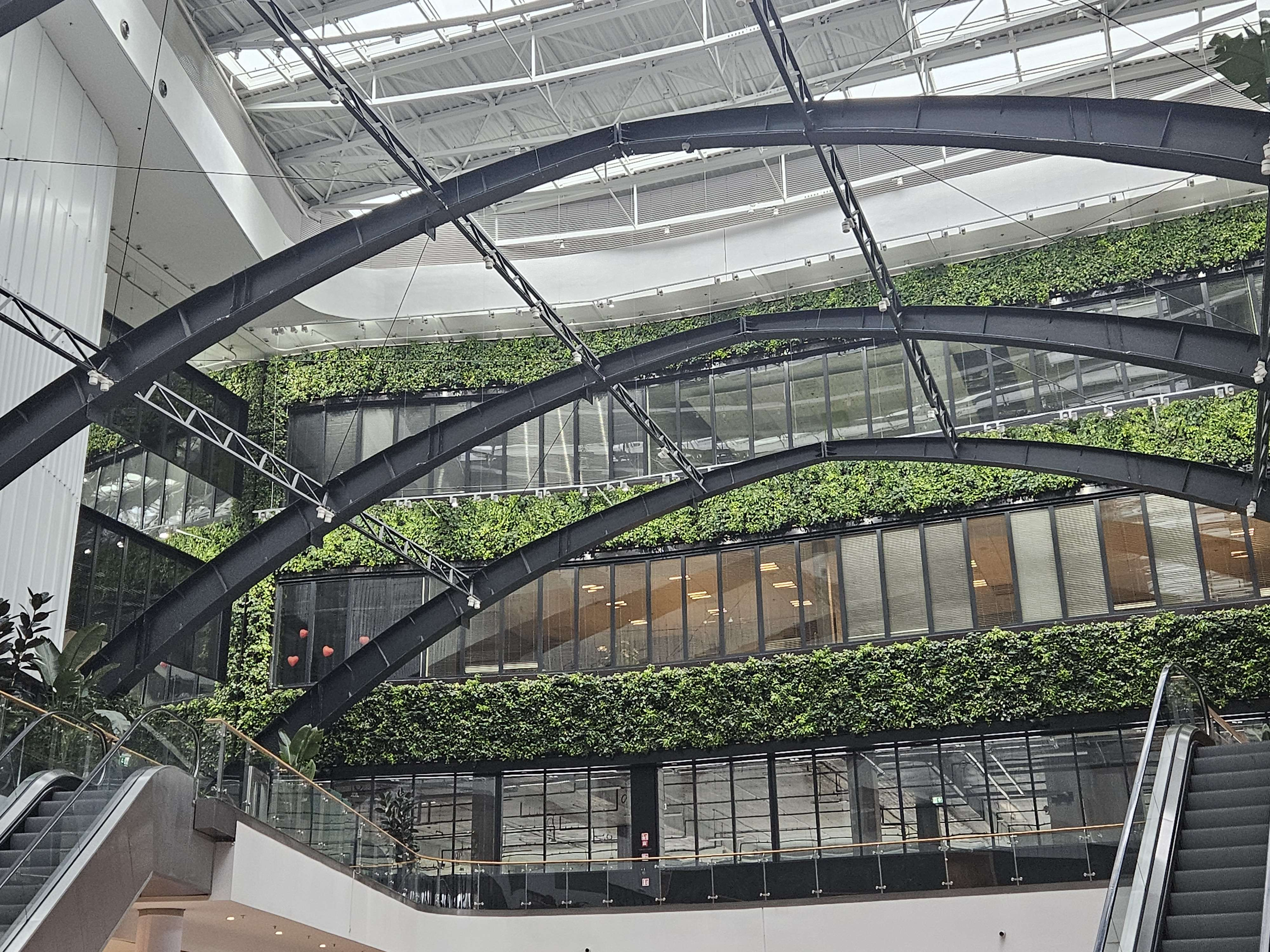
Centrum usługowo-handlowe Supersam w Katowicach

## Wybrane projekty
Tomasz Konior jest autorem i głównym architektem m.in. następujących projektów i realizacji
- Kwartał Dworcowa w Katowicach, projekt 2021-2024[5]
- Pałac Rzeczypospolitej, skarbiec Biblioteki Narodowej, realizacja 2024[6]
- Biała Willa w Warszawie, realizacja 2023[7]
- Nowe Czytelnie Biblioteki Narodowej w Warszawie, realizacja 2022[8]
- Nowa Widownia Teatru im. J.Słowackiego w Krakowie[9]
- Hotel Diament Plaza Katowice, realizacja 2021[10]
- Zespół Państwowych Szkół Muzycznych nr 1 w Warszawie, realizacja 2020[11]
- Siedziba firmy Press Glass Holding S.A. w Konopiskach[12] (k. Częstochowy). 2020
- Zespół mieszkaniowy Dolina Trzech Stawów, Katowice, realizacja 2019
- Społeczna Szkoła Podstawowa im. Lady Sue Ryder w Niepołomicach, realizacja 2017

- Centrum handlowo-usługowe Supersam, Katowice, realizacja 2015

- Siedziba Narodowej Orkiestry Symfonicznej Polskiego Radia, Katowice, realizacja 2014
- Zespół mieszkaniowy Wille Parkowa, Katowice, realizacja 2014
- „Pomnik-Hospicjum Miastu Oświęcim” w Oświęcimiu, realizacja 2012
- Sąd Rejonowy w Rzeszowie, realizacja 2010
- Centrum Nauki i Edukacji Muzycznej „Symfonia”, Katowice, realizacja 2007
- Zespół sakralny Redemptor Hominis w Krakowie, realizacja 2007
- Tyskie Muzeum Piwowarstwa i Muzeum Regionalne Browarium, realizacja 2004
- Gimnazjum i Ośrodek Kultury, ul. van Gogha, Warszawa-Białołęka, realizacja 2005
- Szkoła Podstawowa, ul. Topolowa, Pruszków, realizacja 2002

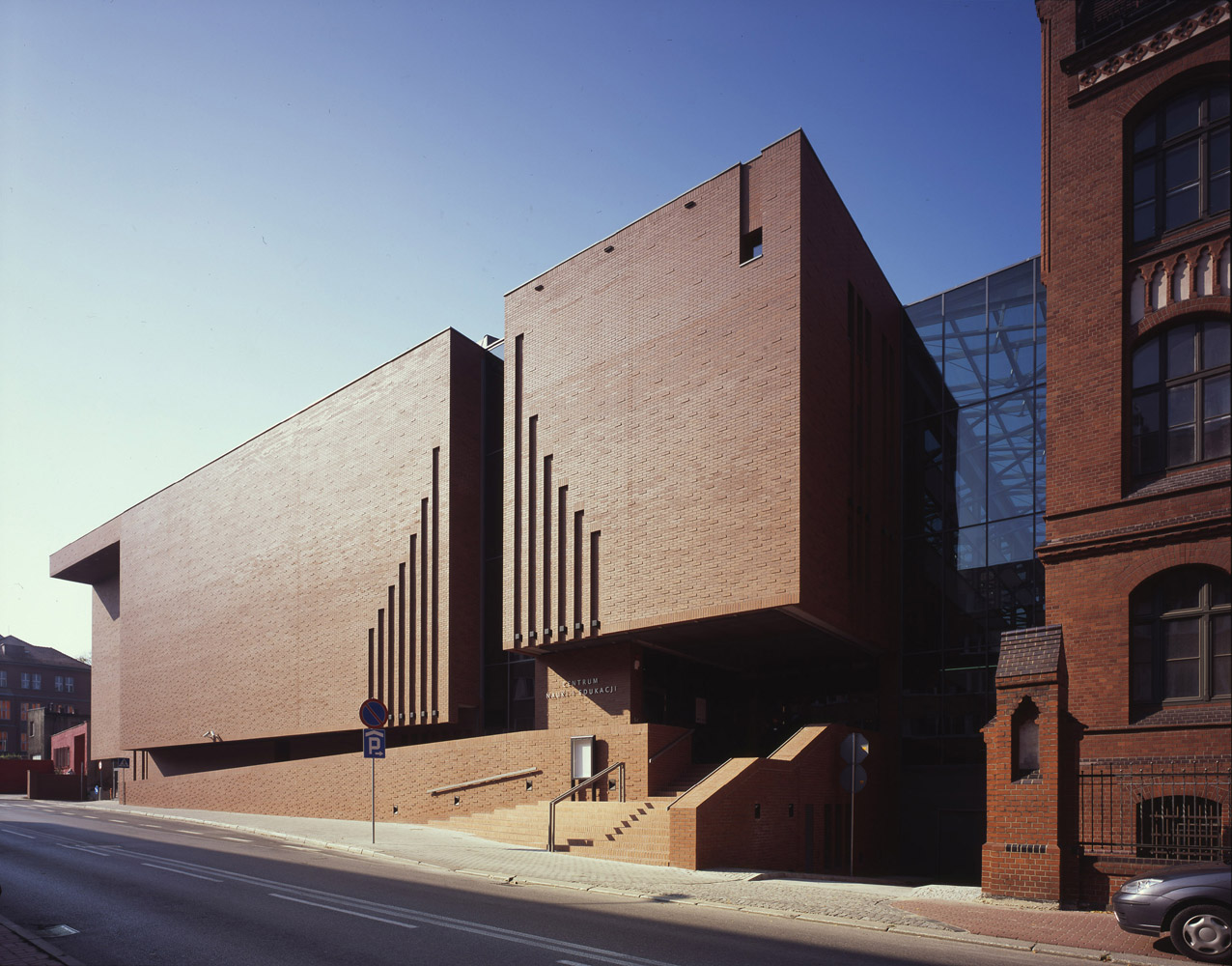
Centrum Nauki i Edukacji Muzycznej „Symfonia”, Katowice

## Wybrane nagrody i wyróżnienia[13]
2025
- Nagroda Property Design Awards w kat. Design-wnętrza za Pałac Rzeczypospolitej w Warszawie[14]

2024
- Lider Dostępności w kat. Duży Obiekt Użyteczności Publicznej dla Nowych Czytelni Biblioteki Narodowej[15]

- TOP BUILDER 2024 w kat. Inwestycje dla Białej Willi w Warszawie

2023
- Wyróżnienie w 29.edycji konkursu Architektura Roku Województwa Śląskiego za Nowe Czytelnie Biblioteki Narodowej w kat. Dzieło eksportowe[16]
- Nominacja do Nagrody Unii Europejskiej w konkursie im. Mies van der Rohe Awards 2024 dla Nowych Czytelni Biblioteki Narodowej[16]
- 27.edycja Ogólnopolskiego Otwartego Konkursu '' Modernizacja Roku & Budowa XXI wieku'' za Nowe Czytelnie Biblioteki Narodowej z nagrodą Modernizacja Roku 2022 w kategorii Obiekty Kultury[17]
- 9. Nagroda Architektoniczna Prezydenta Warszawy za Nowe Czytelnie Biblioteki Narodowej w kat. rozwiązania zapewniające dostępność[18]
- 9. Nagroda Architektoniczna Prezydenta Warszawy za Nowe Czytelnie Biblioteki Narodowej w Warszawie w kat. Nowe życie budynków[19]
- Grand Prix 9.Nagrody Architektonicznej Prezydenta Warszawy za Nowe Czytelnie Biblioteki Narodowej w Warszawie[20]
- Nagroda Roku SARP za kat. Architektura Wnętrz za Nowe Czytelnie Biblioteki Narodowej w Warszawie[21]
- Nagroda Property Design Awards w kat. Design-wnętrza za Nowe Czytelnie Biblioteki Narodowej w Warszawie[22]

2022
- I nagroda w międzynarodowym konkursie SARP na Kampus Akademii Muzycznej im. Krzysztofa Pendereckiego w Krakowie[23].
- Wyróżnienie Honorowe i wyróżnienie Internautów w konkursie Obiekt Roku 2022 w systemach Aluprof dla siedziby firmy Press Glass S.A., k. Częstochowy[24]
- Nominacja do nagrody im. Kazimierza Kutza[25]
- Wyróżnienie Budowlana Firma Roku dla Konior Studio oraz certyfikat Osobowości Branży 2021 w kategorii architektura przyznane przez Redakcję miesięcznika „Builder”[26]

2021
- Honorowe wyróżnienie w konkursie International Design Awards dla siedziby firmy Press Glass Holding S.A w Konopiskach (k. Częstochowy)[27]
- Nagroda Gold Winner w międzynarodowym konkursie International Design Awards dla Zespołu Państwowych Szkół Muzycznych nr 1 w Warszawie[28]
- Wyróżnienie w konkursie Architektura Roku Woj. Śląskiego 2021 w kategorii Obiekt dla siedziby firmy Press Glass Holding S.A. k. Częstochowy[29]
- I nagroda w konkursie Nagroda Roku SARP 2021 w kategorii Budynek kultury dla Zespołu Państwowych Szkół Muzycznych nr 1 w Warszawie[30]
- Nagroda Winner w międzynarodowym konkursie Iconic Award 2021 dla Zespołu Państwowych Szkół Muzycznych nr 1 w Warszawie[31]
- Nagroda Best of the Best w międzynarodowym konkursie Iconic Award 2021 dla siedziby firmy Press Glass Holding S.A.[32]
- Nagroda i Golden A’Desing Award w międzynarodowym konkursie A’Design Award & Competition dla siedziby firmy Press Glass Holding S.A.[33]
- Nagroda Platinum A’Design Award w międzynarodowym konkursie A’Design Award & Competition dla Zespołu Państwowych Szkół Muzycznych nr 1 w Warszawie[34]
- Nagroda Architektoniczna Prezydenta Warszawy dla budynku Zespołu Państwowych Szkół Muzycznych nr 1 w Warszawie[35]
- Plebiscyt Polska Architektura XXL 2020, nagroda Jury oraz internautów w kategorii obiekty publiczne za siedzibę firmy Press Glass Holding S.A. w Konopiskach[36]
- 3 Nagrody TOP Builder Polska 2021 dla Konior Studio za projekty: siedzibę firmy Press Glass Holding S.A. w Konopiskach (k.Częstochowy), ZPSM nr 1 w Warszawie oraz Centrum Edukacji Ekologicznej w Czechowicach-Dziedzicach[37]

2019
- Archdaily Building of the Year za projekt Łaźni Łańcuszkowej w Zabrzu
- European Heritage Award za rewitalizację Łaźni łańcuszkowej w Zabrzu
- 4 Buildings Awards, nagroda główna w kategorii „Budynek Użyteczności Publicznej” za projekt Szkoły Podstawowej im Lady Sue Ryder w Niepołomicach
- II nagroda w konkursie realizacyjnym za projekt Budynku Dydaktycznego Akademii Muzycznej w Katowicach
- Godło „Teraz Polska” Promotor Polski
- Medal 100-lecia Odzyskania Niepodległości dla Tomasza Koniora
- Wyróżnienie w międzynarodowym konkursie architektonicznym na Filharmonię w Ostrawie

2018
- Wyróżnienie w konkursie realizacyjnym na Centrum Muzyki w Krakowie

2017
- Lider Dostępności, nagroda TUP i Stowarzyszenia „Integracja”

2016
- Nagroda Dni Betonu 2016 za wybitne osiągnięcia w dziedzinie architektury z użyciem technologii betonowej dla Tomasza Koniora[38]
- Wyróżnienie Marszałka Województwa Śląskiego w kategorii Zrewitalizowany Obiekt Użyteczności Publicznej za realizację Łaźni Łańcuszkowej w Zabrzu[39]
- III miejsce w konkursie Eurobuild Award in Architecture w kategorii Centrum Handlowe Roku dla Supersam[40]
- Nagroda Ministra Kultury i Dziedzictwa Narodowego w kategorii Architekt dla Tomasza Koniora[41]

2015
- Finalista konkursu Życie w Architekturze: Wielka Sala koncertowa NOSPR i zespół mieszkaniowy Wille Parkowa w Katowicach
- Nagroda organizowana przez AM i TUP „Najlepsze zmiany przestrzeni publicznej- przegląd nagrodzonych projektów z okazji 25-lecia transformacji” dla otoczenia NOSPR w Katowicach
- Antracyt Biznesu dla Tomasza Koniora przyznany przez Studenckie Forum Business Centre Club Region Silesia w kategorii Lider Śląska
- I nagroda w konkursie za projekt siedziby Zespołu Państwowych Szkół Muzycznych nr 1 w Warszawie

- Nagroda Towarzystwa Urbanistów Polskich w konkursie na najlepiej zagospodarowaną przestrzeń publiczną w Polsce dla Ogrodów NOSPR w Katowicach[42]

- Dyplom Ministra Kultury i Dziedzictwa Narodowego za najlepszą realizację architektoniczną w dziedzinie kultury w roku 2014 za projekt Nowej Siedziby Narodowej Orkiestry Symfonicznej Polskiego Radia w Katowicach[43]
- Platynowy Laur Umiejętności i Kompetencji przyznany przez Śląską Regionalną Izbę Gospodarczą Tomaszowi Koniorowi za budynek siedziby NOSPR w kategorii Wydarzenie Roku 2014[44]
- Perła Honorowa Polskiej Gospodarki w kategorii kultura – sztuka użytkowa (2015)[45]

2014
- Nominacja do Nagrody Roku SARP pod honorowym patronatem Prezydenta RP Bronisława Komorowskiego za obiekt Wille Parkowa w Katowicach
- Srebrny Medal „Zasłużony Kulturze Gloria Artis” przyznany przez Minister Kultury i Dziedzictwa Narodowego prof. Małgorzatę Omilanowską[46]
- Nagroda Prezydenta Miasta Katowice w dziedzinie kultury[47]

2013
- Medal im. Zygmunta Majerskiego – wyróżnienie Wydziału Architektury Politechniki Śląskiej[48]
- Cezar Śląskiego Biznesu za znaczący wkład w zmianę wizerunku Górnego Śląska[49]
- Wyróżnienie wydawnictwa Builder: Budowlana Firma Roku 2012 w kategorii Architekci dla Konior Studio[50]

2011
- Srebrne Wiertło w kategorii Budownictwo Użyteczności Publicznej za projekt Sądu Rejonowego w Rzeszowie[51]

2010
- Wyróżnienie w konkursie Dom dla Najlepszej Inwestycji Budowlanej Po Obu Stronach Wschodniej Granicy UE za projekt Sądu Rejonowego w Rzeszowie
- Nagroda Główna European Commercial Property Awards w kategorii Public Service za projekt Nowej Siedziby Narodowej Orkiestry Symfonicznej Polskiego Radia
- Nagroda Highly Commended European Commercial Property Awards w kategorii Public Service za projekt Centrum Nauki i Edukacji Muzycznej „Symfonia”

2009
- Nominacja do Nagrody Miesa van der Rohe za projekt Centrum Nauki i Edukacji Muzycznej „Symfonia” w Katowicach

2008
- I nagroda w międzynarodowym konkursie SARP na projekt nowej siedziby Narodowej Orkiestry Symfonicznej Polskiego Radia w Katowicach
- Nagroda Europe 40 under 40
- Nagroda Marszałka Województwa Najlepsza Przestrzeń Publiczna Województwa Śląskiego 2008 w kategorii modernizacja za projekt Centrum Nauki i Edukacji Muzycznej „Symfonia” w Katowicach
- Nagroda Przyjazna Przestrzeń Publiczna na światowym Kongresie UIA w Turynie za projekt Centrum Nauki i Edukacji Muzycznej „Symfonia” w Katowicach
- Nagroda I-go stopnia Ministra Infrastruktury za wybitne osiągnięcia twórcze w dziedzinie architektury i budownictwa za zrealizowany projekt Centrum Nauki i Edukacji Muzycznej „Symfonia
- Nagroda Budowa Roku w konkursie PZITB dla generalnego wykonawcy firmy Budimex Dromex S.A. za realizację projektu Centrum Nauki i Edukacji Muzycznej „Symfonia” w Katowicach
- Nominacja do Brick Award 2008

2007
- Grand Prix Architektura Roku Województwa Śląskiego dla Centrum Nauki i Edukacji Muzycznej Symfonia w Katowicach[52]
- I nagroda w Międzynarodowym Konkursie Młodych Architektów Leonardo 2007 w kategorii obiekt użyteczności publicznej za projekt Gimnazjum i Ośrodka Kultury w Warszawie-Białołęce
- „Cegła z Gazety 2007” Nagroda im. Janoscha za wkład w tworzenie i budowanie tożsamości Śląska
- Nagroda Roku SARP 2007 za projekt Centrum Nauki i Edukacji Muzycznej „Symfonia” w Katowicach
- Nagroda Roku SARP 2007 za najlepszy obiekt architektoniczny wzniesiony ze środków publicznych dla Centrum Nauki i Edukacji Muzycznej „Symfonia” w Katowicach
- Medal Rektora Akademii Muzycznej im. Karola Szymanowskiego w Katowicach za projekt i realizację Centrum Nauki i Edukacji Muzycznej „Symfonia” w Katowicach

2006
- I nagroda w konkursie SARP na projekt przebudowy strefy śródmiejskiej w Katowicach
- Nagroda Ikona Architektury 2006 w konkursie na 20 najlepszych realizacji w Polsce po roku 1989 za projekt Gimnazjum i Ośrodka Kultury w Warszawie-Białołęce
- I nagroda w konkursie Polski Cement w Architekturze 2006 za projekt Gimnazjum i Ośrodka Kultury w Warszawie-Białołęce.

2005
- Wyróżnienie w konkursie Marszałka Województwa Najlepsza Przestrzeń Publiczna Województwa Śląskiego 2005 za projekt Tyskiego Muzeum Piwowarstwa
- Wyróżnienie w konkursie Cement w architekturze 2005 za projekt Tyskiego Muzeum Piwowarstwa
- Nagroda Roku SARP 2005 za najlepszy budynek zrealizowany ze środków publicznych za projekt Gimnazjum i Ośrodka Kultury w Warszawie-Białołęce
- Nominacja do Nagrody Mies can der Rohe za Gimnazjium i Centrum Kultury w Warszawie-Białołęce.

2004
- Nominacja do Nagrody Roku SARP 2004 za projekt i realizację Muzeum Piwowarstwa w Tychach
- I nagroda w konkursie SARP na projekt Centrum Nauki i Edukacji Muzycznej „Symfonia” w Katowicach

2003
- Nagroda Roku SARP 2003 za twórczość architektoniczną

2002
- II nagroda w konkursie SARP na projekt Sądu Rejonowego w Rzeszowie
- II nagroda w międzynarodowym konkursie SARP na projekt Europejskiej Akademii Muzyki w Chodzieży
- I nagroda w konkursie SARP na projekt Urzędu Miejskiego we Wrocławiu
- Nominacja do Nagrody Roku SARP 2002 za projekt Szkoły Podstawowej w Pruszkowie

2001
- Wyróżnienie Primulus za projekt Salonu Renault w Częstochowie[53]

1998
- Nagroda Roku SARP 1998 w kategorii: Młody Twórca Architektury